# Le Gamin
Pour plus de détails, voir Fiche technique et Distribution.
Le Gamin (Cachorro en espagnol) est un film espagnol réalisé par Miguel Albaladejo, sorti en 2004.

## Synopsis
Le film se déroule à Madrid dans la communauté homosexuelle Bear. Pedro est un dentiste homosexuel, un "ours" célibataire. Il accueille son neveu Bernardo, âgé de 12 ans, chez lui quand sa sœur part pour un voyage de 15 jours en Inde, mais elle se fait incarcérer pour trafic de drogue et y reste bloquée plusieurs années. Pedro veut conserver le garçon avec qui il a développé des sentiments paternels. Il est victime de chantage par la grand-mère du garçon, en raison de sa sexualité. Elle veut récupérer Bernardo alors que le garçon ne veut pas quitter son oncle.

## Fiche technique
- Réalisateur : Miguel Albaladejo
- Scénariste : Miguel Albaladejo et  Salvador García Ruiz
- Producteur : Juan Alexander
- Genre :  Comédie dramatique
- Musique : Lucio Godoy
- Directeur de la photographie : Alfonso Sanz
- Montage :  Pablo Blanco
- Distribution des rôles :  Amado Cruz et Javier R. Mori
- Durée : 98 min
- Pays d'origine : Espagne
- Date de sortie : 
  - Espagne : 27 février 2004

## Distribution
- José Luis García Pérez comme Pedro
- David Castillo comme Bernardo, 9 ans
- Daniel Llobregat comme Bernardo, 14 ans
- Diana Cerezo comme Lola
- Arno Chevrier comme Manuel
- Empar Ferrer comme Doña Teresa
- Elvira Lindo comme Violeta
- Mario Arias comme Javi
- Josele Román (VF : Frédérique Cantrel) comme Gloria